# 刘刚 (1975年)
刘刚 （1975年8月7日—），湖南省桂阳县人，材料学家，西安交通大学材料学院教授，研究方向为金属材料强韧化与多尺度断裂行为研究等。

## 生平
1996年本科毕业于武汉钢铁学院材料系，1999年硕士毕业于西安理工大学材料学院，2002年博士毕业于西安交通大学材料学院，2003年至2005年，在清华大学材料系从事博士后研究。2005年起，在西安交通大学材料学院任教。